# Lake Mungo
Lake Mungo är en sjö i Australien. Den ligger i nationalparken Mungo i delstaten New South Wales, i den sydöstra delen av landet, omkring 760 kilometer väster om delstatshuvudstaden Sydney. Arean är 0,12 kvadratkilometer. Den sträcker sig 0,7 kilometer i nord-sydlig riktning och 0,5 kilometer i öst-västlig riktning.
Omgivningarna runt Lake Mungo är i huvudsak ett öppet busklandskap. Trakten runt Lake Mungo är nära nog obefolkad, med mindre än två invånare per kvadratkilometer. Genomsnittlig årsnederbörd är 331 millimeter. Den regnigaste månaden är februari, med i genomsnitt 82 mm nederbörd och den torraste är oktober, med 2 millimeter nederbörd.